# Ramularius unicolor
Ramularius unicolor là một loài bọ cánh cứng trong họ Cerambycidae.